# Albertville (Alabama)
Albertville város az USA Alabama államában. Lakosainak száma 22 386 fő (2020. április 1.).

## Népesség
A település népességének változása:
| Lakosok száma | 21 160 | 21 556 | 22 386 |
|               | 2010   | 2013   | 2020   |